# 大野慎子
大野 慎子（おおの しんこ、1978年11月14日 - ）は、長崎県佐世保市出身の女子バスケットボール選手である。身長162cm。ポジションはガード。柏リーブス（千葉）・KING ASH（渋谷区）所属。

## 来歴
佐世保市立皆瀬小学校でバスケットボールを始め、佐世保市立中里中学校では、県中学総体で準優勝。
鶴鳴女子高校では1995年福島国体で準優勝、1996年の山梨インターハイで準優勝、広島国体3位の成績を収める。
1997年に渡米し、インディアナ州エバンスビル大学附属英語学校で学んだ後、1998年エバンスビル大学に正式入学。1999年にはカンファレンスリーグ最優秀新人賞を獲得。日本人女子初のNCAA出場を果たした。
卒業後の2002年、JOMOに加入。2003-04シーズンには主将も務め4連覇に貢献した。
2006年退社。同年よりクラブチームの柏リーブスでプレー。
現在はクラブチームで活動しつつ国体に出場するとともに指導者として全国でクリニック活動を展開している。